# Cleavon Little
Cleavon Little (Chickasha, 1º giugno 1939 – Sherman Oaks, 22 ottobre 1992) è stato un attore statunitense, ricordato principalmente per aver interpretato il personaggio dello sceriffo Bart nel film Mezzogiorno e mezzo di fuoco (1974) di Mel Brooks.

## Biografia
Nato in Oklahoma, da Malchi Little e DeEtta Jones Little, fratello della cantante DeEtta Little, è cresciuto a San Diego dove ha frequentato la Kearny High School, il San Diego City College e l'Università statale di San Diego. Si è quindi trasferito a New York, avendo vinto una borsa di studio alla Juilliard School, e ha completato gli studi all'Accademia americana di arti drammatiche.
Il debutto sulle scene è stato il 22 febbraio 1967 al Village Gate di New York in MacBird! di Barbara Garson, poi in Scuba Duba di Bruce Jay Friedman al New Theatre (1967-1969), con Judd Hirsch. Il debutto a Broadway è stato il 5 dicembre 1968 in Jimmy Shine di Murray Schisgal, con Dustin Hoffman nel ruolo del protagonista. Nel 1970 gli è stato affidato il ruolo principale nel musical Purlie di Ossie Davis che gli è valso il Tony Award 1970 come miglior attore protagonista in un musical, per la prima volta assegnato a un attore afroamericano.
Nel frattempo aveva iniziato a lavorare sia per la televisione che per il cinema dove si faceva notare nel ruolo dello Sceriffo Bart in Mezzogiorno e mezzo di fuoco, regia di Mel Brooks, e la candidatura al Premio BAFTA 1975 per il Migliore attore protagonista debuttante. Nel 1985 il debutto di Rappaport di Herb Gardner, con Judd Hirsch, prima off-Broadway all'American Place Theatre, poi al Booth Theatre di New York e in tournée.
Nel 1991 ha preso parte al film TV in due parti, Separate but Equal, regia di George Stevens Jr., con Sidney Poitier nella parte di Thurgood Marshall, attivista della NAACP (National Association for the Advancement of Colored People: «Associazione nazionale per la promozione delle persone di colore»), promotore nel 1954 della desegregazione nelle scuole pubbliche del paese (Brown contro l'ufficio scolastico di Topeka) e primo giudice afroamericano nominato alla Corte suprema degli Stati Uniti d'America nel 1967. Cleavon Little interpretava l'avvocato e attivista Robert L. Carter.
È morto nel 1992, all'età di 53 anni, per un tumore del colon.
Dal 1º febbraio 1994 è stato omaggiato con una stella postuma nella Hollywood Walk of Fame.

## Filmografia

### Cinema
- Una meravigliosa realtà (What's So Bad About Feeling Good?), regia di George Seaton (1968)
- John e Mary (John and Mary), regia di Peter Yates (1969)
- Pupe calde e mafia nera (Cotton Comes to Harlem), regia di Ossie Davis (1970)
- Punto zero (Vanishing Point), regia di Richard C. Sarafian (1971)
- Mezzogiorno e mezzo di fuoco (Blazing Saddles), regia di Mel Brooks (1974)
- Il circuito della paura (Greased Lightning), regia di Michael Schultz (1977)
- FM, regia di John A. Alonzo (1978)
- Scavenger Hunt, regia di Michael Schultz (1979)
- La salamandra (The Salamander), regia di Peter Zinner (1981)
- Ad alto rischio (High Risk), regia di Stewart Raffill (1981)
- Jimmy the Kid, regia di Gary Nelson (1982)
- A doppia esposizione (Double Exposure), regia di William Byron Hillman (1983)
- Surf II - Sole e pupe a Surf City (Surf II), regia di Randall M. Badat (1983)
- Toy soldiers, regia di David Fisher (1984)
- E. Nick: A Legend in His Own Mind, regia di Robert Hegyes (1984)
- Se ti mordo... sei mio (Once Bitten), regia di Howard Storm (1985)
- The Gig, regia di Frank D. Gilroy (1985)
- Fletch - Cronista d'assalto (Fletch Lives), regia di Michael Ritchie (1989)
- Goin' to Chicago, regia di Paul Leder (1990)
- Delitto numero due (Murder by Numbers), regia di Paul Leder (1990)

### Televisione
- Squadra speciale anticrimine (The Felony Squad) – serie TV, episodi 3x06-3x07 (1968)
- Arcibaldo (All in the Family) – serie TV, episodio 2x04 (1971)
- Una famiglia americana (The Waltons) – serie TV, episodi 1x00-4x03 (1971-1975)
- Mod Squad, i ragazzi di Greer (The Mod Squad) – serie TV, episodio 5x01 (1972)
- Temperatures Rising – serie TV, 46 episodi (1972-1974)
- Money to Burn – film TV (1973)
- The Day the Earth Moved – film TV (1974)
- Sulle strade della California (Police Story) – serie TV, episodio 3x03 (1975)
- A tutte le auto della polizia (The Rookies) – serie TV, episodio 4x08 (1975)
- Agenzia Rockford (The Rockford Files) – serie TV, episodio 3x13 (1977)
- L'impareggiabile giudice Franklin  (The Tony Randall Show) – serie TV, episodio 2x06 (1977)
- Once Upon a Brothers Grimm, segmento Little Red Riding Hood (1977)
- Supertrain – serie TV, episodio 1x08 (1979)
- Uptown Saturday Night – film TV (1979)
- Love Boat (The Love Boat) – serie TV, episodio 3x20 (1980)
- The Sky Is Gray – film TV (1980)
- Fantasilandia (Fantasy Island) – serie TV, episodio 4x21 (1981)
- Storia di Leroy (Don't Look Back: The Story of Leroy 'Satchel' Paige), regia di Richard A. Colla – film TV (1981)
- ABC Afterschool Specials – serie TV, episodio 10x04 (1981)
- Destini (Another World) – soap opera, una puntata (1982)
- A House Divided: Denmark Vessey's Rebellion – film TV (1982)
- Un ragazzo come noi (One of the Boys) – serie TV, 2 episodi (1982)
- Simon & Simon – serie TV, episodio 2x22 (1983)
- Professione pericolo (The Fall Guy) – serie TV, episodio 2x22 (1983)
- Now We're Cookin' – film TV (1983)
- ALF – serie TV, 2 episodi (1987)
- Lincoln – miniserie TV, 2 puntate (1988)
- Tanner '88 – serie TV, episodio 1x03 (1988)
- CBS Summer Playhouse – serie TV, episodio 2x17 (1988)
- Caro John (Dear John) – serie TV, episodio 1x13 (1989)
- 227 – serie TV, episodio 4x17 (1989)
- MacGyver – serie TV, episodi 5x03-7x05 (1989-1991)
- Voci nella notte (Midnight Caller) – serie TV, episodio 2x16 (1990)
- American Playhouse – serie TV, un episodio (1990)
- Bagdad Cafe – serie TV, 12 episodi (1990-1991)
- Perfect Harmony – film TV (1991)
- Separate but Equal – miniserie TV (1991)
- In the Nick of Time – film TV (1991)
- 5 Up, 2 Down – film TV (1991)
- Una famiglia tutto pepe (True Colors) – serie TV, 11 episodi (1991-1992)
- I racconti della cripta (Tales from the Crypt) – serie TV, episodio 4x02 (1992)

## Doppiatori italiani
Nelle versioni in italiano delle opere in cui ha recitato, Cleavon Little è stato doppiato da:
- Gianfranco Bellini in Pupe calde e mafia nera
- Dario Penne in Punto zero
- Michele Gammino in Mezzogiorno e mezzo di fuoco
- Stefano Mondini in La salamandra
- Gigi Angelillo in Se ti mordo... sei mio
- Tonino Accolla in Fletch - Cronista d'assalto
- Paolo Buglioni in Una famiglia tutto pepe

## Teatro
- MacBird!, di Barbara Garson, regia di Roy Levine (1967-1968)
- Scuba Duba, di Bruce Jay Friedman, regia di Jacques Levy (1967-1969)
- Jimmy Shine, di Murray Schisgal, regia di Donald Driver (1968-69)
- Someone's Comin' Hungry, di McCrea Imbrie e Neil Selden, regia di Burt Brinckerhoff (1969)
- The Ofay Watcher, di Frank Cucci, regia di Jerry Adler (1969)
- Purlie, di Ossie Davis, regia di Philip Rose (1970-71)
- Narrow Road to the Deep North, di Edward Bond, regia di Daniel Sullivan (1972)
- The Great Macdaddy, di Paul Carter Harrison, regia di Douglas Turner Ward (1974)
- All Over Town, di Murray Schisgal, regia di Dustin Hoffman (1974-75)
- The Poison Tree, di Ronald Ribman, regia di Charles Blackwell (1976)
- Same Time, Next Year, di Bernard Slade, regia di Gene Saks (1977)
- Sly Fox, di Larry Gelbart, regia di Arthur Penn (1978)
- Two Fish in the Sky, di Michael Hastings, regia di Steven Robman (1982)
- Rappaport (I'm Not Rappaport), di Herb Gardner, regia di Daniel Sullivan (1985-86)
- All God's Dangers, di Michael Hadley, regia di William Partlan (1989)

## Riconoscimenti
- 1970 Tony Award Miglior attore protagonista in un musical per Purlie
- 1970 Drama Desk Award Miglior attore per Purlie
- 1989 Primetime Emmy Awards Miglior attore non protagonista in una serie commedia per Caro John